# 樊村戏台
樊村戏台，位于山西省运城市河津市樊村镇樊村东街西口关贸市场内，是中华人民共和国山西省文物保护单位之一。

## 历史
樊村戏台是樊村关帝庙的附属建筑，也是这座关帝庙仅存的一座建筑。樊村关帝庙建于明洪武二十四年（1391年），明清两代曾经数次扩建、修缮。1966年文化大革命“破四旧”时关帝庙作为“四旧”被拆除，仅保留戏台，又在对面建造水泥结构的人民舞台。

## 建筑
樊村戏台坐南朝北，歇山顶，面阔三间，进深四椽，本无内柱，以满足演剧的空间要求。台基高1.5米。檐下遍布精美的木雕装饰。
为避免屋面塌毁，室内增修了支柱。

## 保护
1986年8月18日，樊村戏台公布为山西省文物保护单位，是一座古建筑及历史纪念建筑物。